# بيارن يونسن
بيارن يونسن (بالنرويجية البوكمول: Bjarne Johnsen)‏ هو لاعب جمباز فني نرويجي، ولد في 27 أبريل 1892 في برغن في النرويج، وتوفي بنفس المكان في 4 سبتمبر 1984.

## وصلات خارجية
- بيارن يونسن على موقع اللجنة الأولمبية الدولية (الإنجليزية)
- بيارن يونسن على موقع أوليمبيديا (الإنجليزية)